# Заховане
Заховане — високогірне озерце льодовикового походження в урочищі Ґаджина, яке знаходиться в Чорногірському масиві Українських Карпатах. Адміністративно розташоване у межах Верховинського району Івано-Франківської області.
Розташоване в межах Карпатського національного природного парку.
Озеро Заховане локалізоване у південно-західному котлі урочища Ґаджина на висоті 1681 м над рівнем моря і має розміри 23,2×17 м. Дно мулисте. Близько до узбережжя підступають сланкі зарості сосни гірської — жерепу, які утруднюють шлях до водойми. Частина берегу поросла папороттю.
У Заховане впадає струмок із розташованого на 3 м вище щодо рівня моря озерця Ґаджинка.

## Світлини

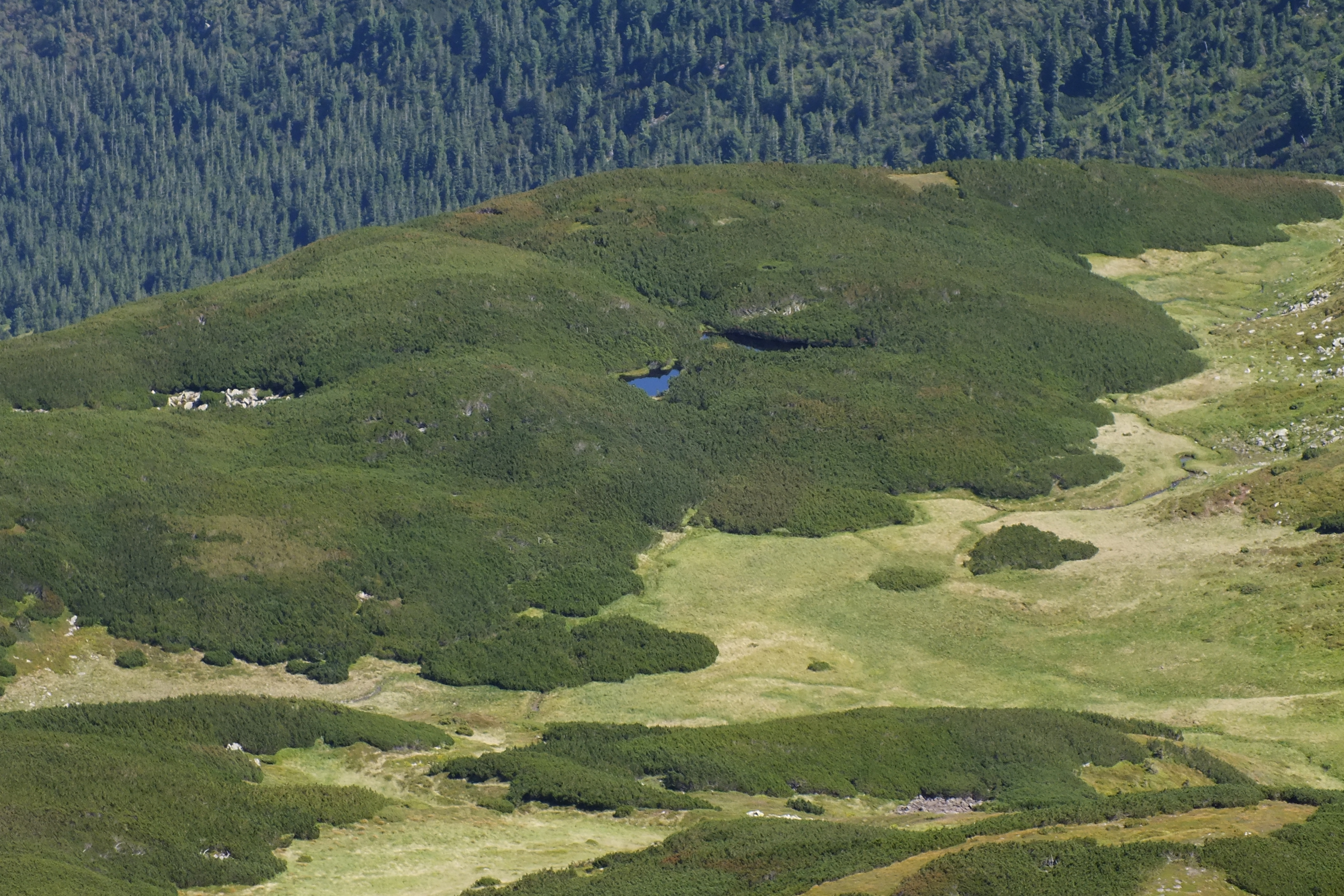
Заховане та Ґаджинка
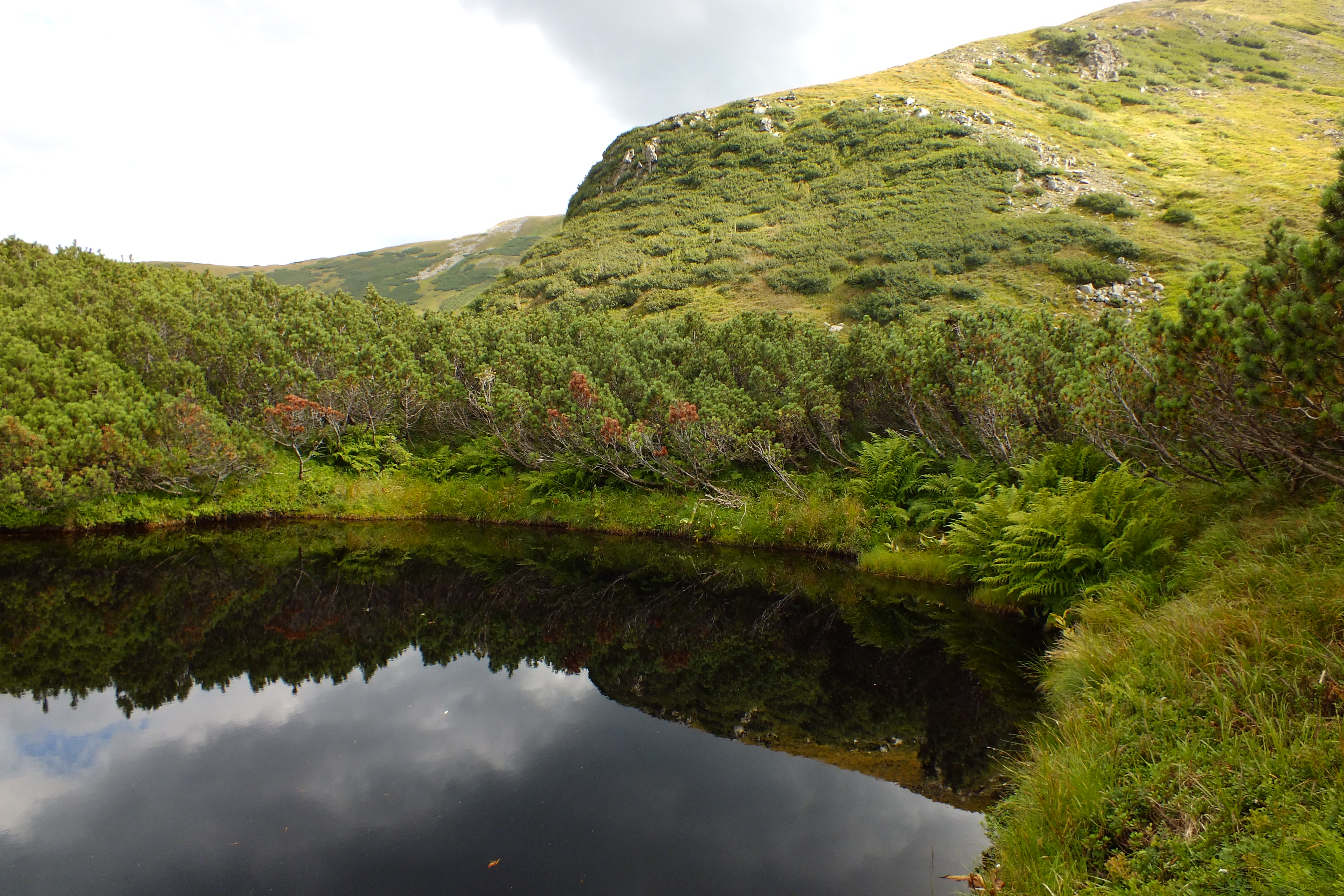
Заховане - берегова лінія
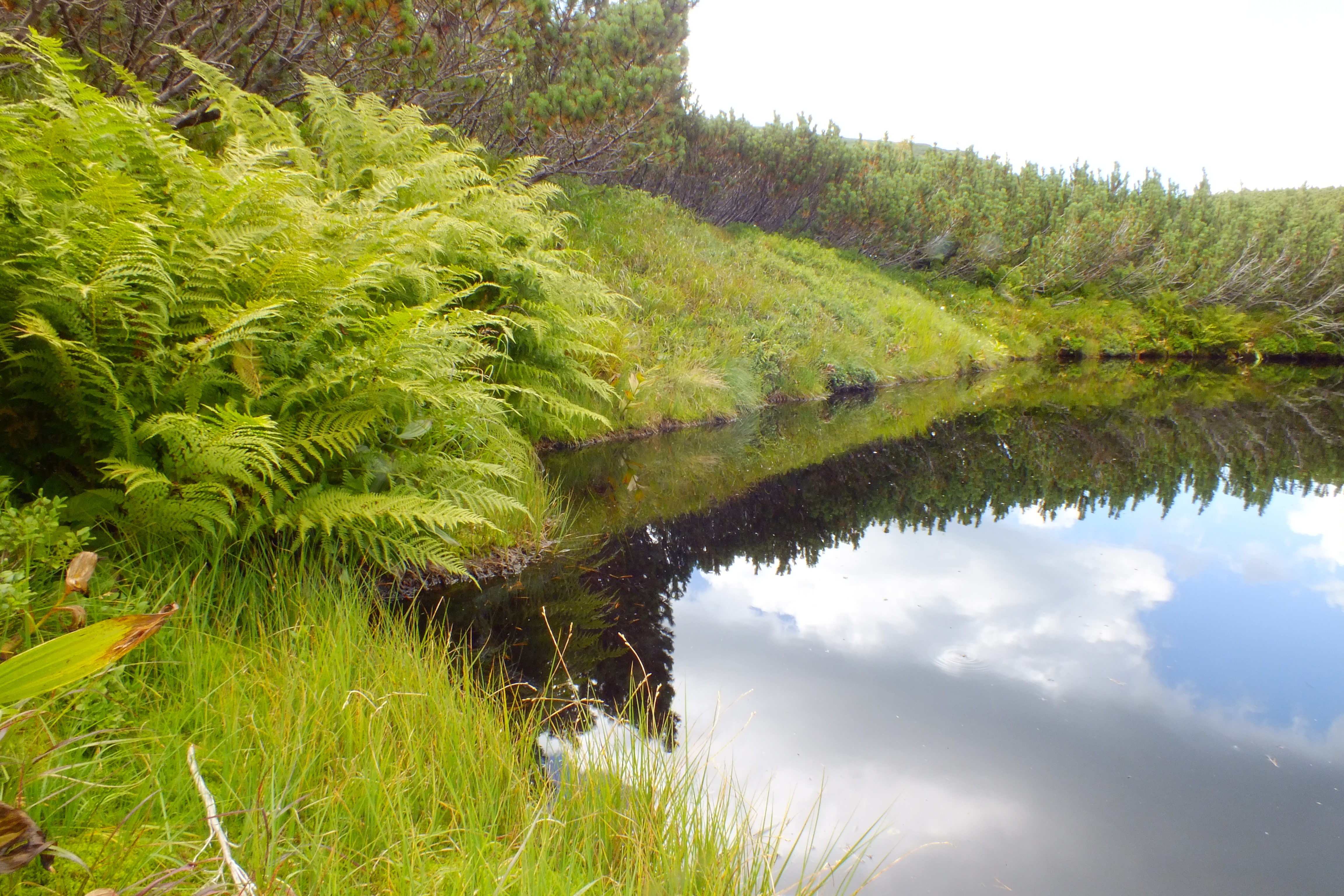
Заховане - берегова рослинність